# 200 mètres masculin aux Jeux olympiques de 1912 (athlétisme)
Pour un article plus général, voir Athlétisme aux Jeux olympiques de 1912.
Navigation
Londres 1908 Anvers 1920
L'épreuve du 200 mètres masculin aux Jeux olympiques de 1912 s'est déroulée les 10 et 11 juillet 1912 au Stade olympique de Stockholm, en Suède. Elle a été remportée par l'Américain Ralph Craig.

## Résultats

### Finale
| Rang               | Athlète           | Pays        | Temps  |
| ------------------ | ----------------- | ----------- | ------ |
| Médaille d'or      | Ralph Craig       | États-Unis  | 21 s 7 |
| Médaille d'argent  | Donald Lippincott | États-Unis  | 21 s 8 |
| Médaille de bronze | Willie Applegarth | Royaume-Uni | 22 s 0 |
| 4                  | Richard Rau       | Allemagne   | 22 s 2 |
| 5                  | Donnell Young     | États-Unis  | 22 s 3 |
| 6                  | Charles Reidpath  | États-Unis  | 22 s 3 |

### Demi-finales

#### Demi-finale 1
| Rang | Athlète         | Pays        | Temps | Notes |
| ---- | --------------- | ----------- | ----- | ----- |
| 1    | Ralph Craig     | États-Unis  | 21.9  | Q     |
| 2    | David Jacobs    | Royaume-Uni |       |       |
| 3    | Ira Courtney    | États-Unis  |       |       |
| 4    | Ture Person     | Suède       |       |       |
| 5    | Frigyes Wiesner | Hongrie     |       |       |
| —    | Arthur Anderson | Royaume-Uni |       | DNF   |

#### Demi-finale 2
| Rang | Athlète           | Pays        | Temps | Notes |
| ---- | ----------------- | ----------- | ----- | ----- |
| 1    | Willie Applegarth | Royaume-Uni | 21.9  | Q     |
| 2    | Clement Wilson    | États-Unis  |       |       |
| 3    | Cyril Seedhouse   | Royaume-Uni |       |       |
| 4    | Harold Heiland    | États-Unis  |       |       |
| 5    | Skotte Jacobsson  | Suède       |       |       |
| —    | William Stewart   | Australasie |       | DNF   |

#### Demi-finale 3
| Rang | Athlète         | Pays           | Temps | Notes |
| ---- | --------------- | -------------- | ----- | ----- |
| 1    | Donnell Young   | États-Unis     | 21.9  | QF    |
| 2    | Carl Cooke      | États-Unis     |       |       |
| 3    | Georges Rolot   | France         |       |       |
| 4    | Max Herrmann    | Allemagne      |       |       |
| —    | Henry Macintosh | Royaume-Uni    |       | DNF   |
| —    | George Patching | Afrique du Sud |       | DNF   |

#### Demi-finale 4
| Rang | Athlète           | Pays        | Temps | Notes |
| ---- | ----------------- | ----------- | ----- | ----- |
| 1    | Donald Lippincott | États-Unis  | 21.8  | Q     |
| 2    | Alvah Meyer       | États-Unis  |       |       |
| 3    | John Howard       | Canada      |       |       |
| 4    | Ivan Möller       | Suède       | 22.4  |       |
| 5    | Duncan Macmillan  | Royaume-Uni |       |       |
| 6    | Jan Grijseels     | Pays-Bas    |       |       |

#### Demi-finale 5
| Rang | Athlète        | Pays           | Temps | Notes |
| ---- | -------------- | -------------- | ----- | ----- |
| 1    | Richard Rau    | Allemagne      | 22.1  | Q     |
| 2    | Peter Gerhardt | États-Unis     |       |       |
| 3    | Charles Luther | Suède          | 22.3  |       |
| 4    | Franco Giongo  | Italie         |       |       |
| 5    | Reuben Povey   | Afrique du Sud |       |       |
| —    | Richard Rice   | Royaume-Uni    |       | DNF   |

#### Demi-finale 6
| Rang | Athlète          | Pays        | Temps | Notes |
| ---- | ---------------- | ----------- | ----- | ----- |
| 1    | Charles Reidpath | États-Unis  | 22.1  | Q     |
| 2    | Victor d'Arcy    | Royaume-Uni |       |       |
| 3    | Knut Lindberg    | Suède       | 22.5  |       |
| 4    | István Déván     | Hongrie     |       |       |
| 5    | Robert Schurrer  | France      |       |       |
| —    | Robert C. Duncan | Royaume-Uni |       | DNF   |

### Premier tour

#### Série 1
| Rang | Athlète          | Pays       | Temps | Notes |
| ---- | ---------------- | ---------- | ----- | ----- |
| 1    | Charles Reidpath | États-Unis | 22.6  | Q     |
| 2    | Georges Rolot    | France     | 22.7  | Q     |
| 3    | Knut Stenborg    | Suède      |       |       |
| 4    | Václav Labík     | Bohême     |       |       |

#### Série 2
| Rang | Athlète           | Pays        | Temps | Notes |
| ---- | ----------------- | ----------- | ----- | ----- |
| 1    | Ralph Craig       | États-Unis  | 22.8  | Q     |
| 2    | Richard Rice      | Royaume-Uni | 23.0  | Q     |
| 3    | Charles Poulenard | France      |       |       |
| 4    | Karl Lindblom     | Suède       |       |       |

#### Série 3
| Rang | Athlète           | Pays        | Temps | Notes |
| ---- | ----------------- | ----------- | ----- | ----- |
| 1.   | Ira Courtney      | États-Unis  | 22.7  | Q     |
| 2    | Duncan Macmillan  | Royaume-Uni |       | Q     |
| 3    | Léon Aelter       | Belgique    |       |       |
| 4    | Haralds Hāns      | Russie      |       |       |
| —    | Herberts Baumanis | Russie      |       | DNF   |

#### Série 4
| Rang | Athlète        | Pays     | Temps | Notes |
| ---- | -------------- | -------- | ----- | ----- |
| 1    | Charles Luther | Suède    | 23.6  | Q     |
| 2    | Jan Grijseels  | Pays-Bas |       | Q     |

#### Série 5
| Rang | Athlète           | Pays        | Temps  | Notes |
| ---- | ----------------- | ----------- | ------ | ----- |
| 1    | Willie Applegarth | Royaume-Uni | 24.7   | Q     |
| 2    | Harold Heiland    | États-Unis  | (24.7) | Q     |

#### Série 6
| Rang | Athlète         | Pays        | Temps | Notes |
| ---- | --------------- | ----------- | ----- | ----- |
| 1    | Richard Rau     | Allemagne   | 22.5  | Q     |
| 2    | Arthur Anderson | Royaume-Uni |       | Q     |
| 3    | Rudolf Rauch    | Autriche    |       |       |

#### Série 7
| Rang | Athlète         | Pays           | Temps | Notes |
| ---- | --------------- | -------------- | ----- | ----- |
| 1    | Carl Cooke      | États-Unis     | 22.5  | Q     |
| 2    | Reuben Povey    | Afrique du Sud |       | Q     |
| 3    | Joseph Wells    | Royaume-Uni    |       |       |
| 4    | Harry Beasley   | Canada         |       |       |
| 5    | Georges Malfait | France         |       |       |

#### Série 8
| Rang | Athlète       | Pays   | Temps  | Notes |
| ---- | ------------- | ------ | ------ | ----- |
| 1    | John Howard   | Canada | 25.0   | Q     |
| 2    | Franco Giongo | Italie | (25.0) | Q     |

#### Série 9
| Rang | Athlète         | Pays    | Temps | Notes |
| ---- | --------------- | ------- | ----- | ----- |
| 1    | Knut Lindberg   | Suède   | 23.1  | Q     |
| 2    | Frigyes Wiesner | Hongrie |       | Q     |
| 3    | Charles Lelong  | France  |       |       |

#### Série 10
| Rang | Athlète        | Pays        | Temps | Notes |
| ---- | -------------- | ----------- | ----- | ----- |
| 1    | Peter Gerhardt | États-Unis  | 22.9  | Q     |
| 2    | Victor d'Arcy  | Royaume-Uni | 22.9  | Q     |
| 3    | Gustav Möller  | Suède       |       |       |

#### Série 11
| Rang | Athlète           | Pays        | Temps | Notes |
| ---- | ----------------- | ----------- | ----- | ----- |
| 1    | Donald Lippincott | États-Unis  | 22.8  | Q     |
| 2    | Ivan Möller       | Suède       |       | Q     |
| 3    | Pierre Failliot   | France      |       |       |
| 4    | Ernest Haley      | Royaume-Uni |       |       |
| 5    | Pablo Eitel       | Chili       |       |       |

#### Série 12
| Rang | Athlète          | Pays        | Temps | Notes |
| ---- | ---------------- | ----------- | ----- | ----- |
| 1    | Alvah Meyer      | États-Unis  | 24.1  | Q     |
| 2    | Robert C. Duncan | Royaume-Uni |       | Q     |

#### Série 13
| Rang | Athlète           | Pays        | Temps | Notes |
| ---- | ----------------- | ----------- | ----- | ----- |
| 1    | Donnell Young     | États-Unis  | 22.8  | Q     |
| 2    | Cyril Seedhouse   | Royaume-Uni |       | Q     |
| 3    | Fritz Fleischer   | Autriche    |       |       |
| 4    | Heinrich Wenseler | Allemagne   |       |       |
| 5    | Yahiko Mishima    | Japon       |       |       |

#### Série 14
| Rang | Athlète             | Pays           | Temps | Notes |
| ---- | ------------------- | -------------- | ----- | ----- |
| 1    | George Patching     | Afrique du Sud | 22.3  | Q     |
| 2    | Clement Wilson      | États-Unis     |       | Q     |
| 3    | Frank McConnell     | Canada         |       |       |
| 4    | Ervin Szerelemhegyi | Hongrie        |       |       |
| 5    | Emil Grandell       | Suède          |       |       |

#### Série 15
| Rang | Athlète            | Pays      | Temps | Notes |
| ---- | ------------------ | --------- | ----- | ----- |
| 1    | Max Herrmann       | Allemagne | 22.9  | Q     |
| 2    | István Déván       | Hongrie   |       | Q     |
| 3    | Herman Sotaaen     | Norvège   |       |       |
| 4    | Wladyslaw Ponurski | Autriche  |       |       |

#### Série 16
| Rang | Athlète         | Pays        | Temps | Notes |
| ---- | --------------- | ----------- | ----- | ----- |
| 1    | William Stewart | Australasie | 26.0  | Q     |
| 2    | Henry Macintosh | Royaume-Uni |       | Q     |

#### Série 17
| Rang | Athlète          | Pays        | Temps  | Notes |
| ---- | ---------------- | ----------- | ------ | ----- |
| 1    | David Jacobs     | Royaume-Uni | 23.2   | Q     |
| 2    | Skotte Jacobsson | Suède       | (23.2) | Q     |

#### Série 18
| Rang | Athlète         | Pays     | Temps | Notes |
| ---- | --------------- | -------- | ----- | ----- |
| 1    | Ture Person     | Suède    | 23.2  | Q     |
| 2    | Robert Schurrer | France   |       | Q     |
| 3    | António Stromp  | Portugal |       |       |

## Légende
Records et Performances
- AR : Record continental (area record)
- CR : Record des championnats (championship record)
- MR : Record du meeting (meet record)
- NR : Record national (national record)
- OR : Record olympique (olympic record)
- PR : Record paralympique (paralympic record)
- PB : Record personnel (personal best)
- SB : Meilleure performance personnelle de la saison (season's best)
- WL : Meilleure performance mondiale de l'année (world leader)
- WJR : Record du monde junior (world junior record)
- WR : Record du monde (world record)

Circonstances et Conditions
- DNF : N'a pas terminé (did not finish)
- DNS : N'a pas pris le départ (did not start)
- DQ : Disqualification (disqualification)
- NM : Aucun essai valable enregistré (No Mark)
- Q : Qualifié « directement » au prochain tour (ou à la prochaine compétition), lors d'une compétition majeure, grâce au classement ou à la réalisation des minima (automatic qualifier)
- q : Qualifié au prochain tour (ou à la prochaine compétition), lors d'une compétition majeure, grâce au repêchage ou à la réalisation de l'une des meilleures performances parmi celles des « non qualifiés directement » (grâce au meilleur temps ou à la meilleure distance par exemple) (secondary qualifier)